# Diskografie Bowling for Soup
Toto je diskografie americké pop punkové skupiny Bowling for Soup.

## Alba

### Studiová alba
| 1994                                 | Bowling for Soup - Vydáno: září 1994 - Vydavatelství: Que-so - Formát: CD                                                                   | —   | —  | —   |              |
| 1996                                 | Cell Mates - Vydáno: únor 1996 - Vydavatelství: Que-so - Formát: CD                                                                         | —   | —  | —   |              |
| 1997                                 | Rock on Honorable Ones!! - Vydáno: 1997 - Vydavatelství: FFROE - Formát: CD, digitální download                                             | —   | —  | —   |              |
| 1998                                 | Tell Me When to Whoa - Vydáno: 1998 - Vydavatelství: FFROE - Formát: CD                                                                     | —   | —  | —   |              |
| 2000                                 | Let's Do It for Johnny!! - Vydáno: 16. května 2000 - Vydavatelství: Jive/Silvertone/FFROE/Zomba - Formáty: CD, digitální download           | —   | —  | 186 |              |
| 2002                                 | Drunk Enough to Dance - Vydáno: 6. srpna 2002 - Vydavatelství: FFROE/Silvertone/Jive/Zomba - Formát: CD, digitální download                 | 129 | 25 | 14  | - UK: Silver |
| 2004                                 | A Hangover You Don't Deserve - Vydáno: 14. září 2004 - Vydavatelství: FFROE/Jive/Zomba - Formát: CD, CD/DVD, digital download               | 37  | —  | 64  | - US: Gold   |
| 2005                                 | Bowling for Soup Goes to the Movies - Vydáno: 15. listopadu 2005 - Vydavatelství: FFROE/Jive/Zomba - Formát: CD, digitální download         | —   | —  | —   |              |
| 2006                                 | The Great Burrito Extortion Case - Vydáno: 7. listopadu 2006 - Vydavatelství: Jive/Zomba - Formát: CD, digitální download                   | 88  | —  | 43  |              |
| 2009                                 | Sorry for Partyin' - Vydáno: 13. října 2009 - Vydavatelství: Jive/RCA - Formát: CD, digitální download                                      | 104 | —  | 84  |              |
| 2011                                 | Fishin' for Woos - Vydáno: 25. dubna 2011 - Vydavatelství: Que-so/Brando - Formát: Digitální download, 12" vinyl, CD                        | 189 | —  | 66  |              |
| 2013                                 | Lunch. Drunk. Love. - Vydáno: 10. září 2013 - Vydavatelství: Que-so/Brando - Formát: Digitální download, LP, CD                             | 142 | —  | 100 |              |
| 2016                                 | Drunk Dynasty - Vydáno: 14. října 2016 (digitálně), 11. listopadu 2016 (CD) - Vydavatelství: Que-so/Brando - Formát: Digitální download, CD | —   | —  | —   |              |
| „—“ znamená, že se album neumístilo. | |     |    |     |              |

### Koncertní alba
| Rok  | Název a podrobnosti |
| ---- | --- |
| 2008 | Bowling for Soup: Live and Very Attractive - Vydáno: 2. září 2008 - Vydavatelství: Jive/Zomba - Formát: CD, digitální download |

### Kompilační alba
| Rok  | Název a podrobnosti |
| ---- | --- |
| 2009 | Merry Flippin' Christmas Volume 1 - Vydáno: 26. listopadu 2009 - Vydavatelství: Crappy/Brando - Formát: CD, digitální download |
| 2010 | Jaret & Erik 2010 UK Acoustic Tour Limited Edition CD - Vydáno: duben 2010 - Formát: CD                                        |
| 2011 | Playlist: The Very Best of Bowling for Soup - Vydáno: 25. ledna 2011 - Vydavatelství: Legacy - Formát: CD, digitální download  |
| 2011 | Merry Flippin' Christmas Volume 2 - Vydáno: 2011 - Formát: CD, digitální download                                              |

### EP
| Rok  | Název a podrobnosti |
| ---- | --- |
| 2005 | On Your Mark, Get Set...Smoke a Cigarette - Vydáno: 25. ledna 2005 - Under the Red Sky: Jive - Formát: digitální download                                                           |
| 2009 | My Wena EP - Vydáno: 7. srpna 2009 - Under the Red Sky: RCA/Jive - Formát: digitální download                                                                                       |
| 2011 | The Dollyrots vs. Bowling for Soup - Vydáno: 5. srpna 2011 - Under the Red Sky: Que-so/Brando - Formát: 7" Vinyl (limitovaná edice), digitální download - Split with: The Dollyrots |